# Tiefencastel
Tiefencastel (rétorománsky Casti) je bývalá samostatná obec ve švýcarském kantonu Graubünden, okresu Albula. Nachází se v údolí řeky Albula, asi 22 kilometrů jižně od kantonálního hlavního města Churu a 24 kilometrů jihozápadně od Davosu. Žije zde 256 obyvatel.
K 1. lednu 2015 se Tiefencastel, spolu s dalšími obcemi v údolí řeky Albula, sloučil do nové obce Albula/Alvra.

## Geografie

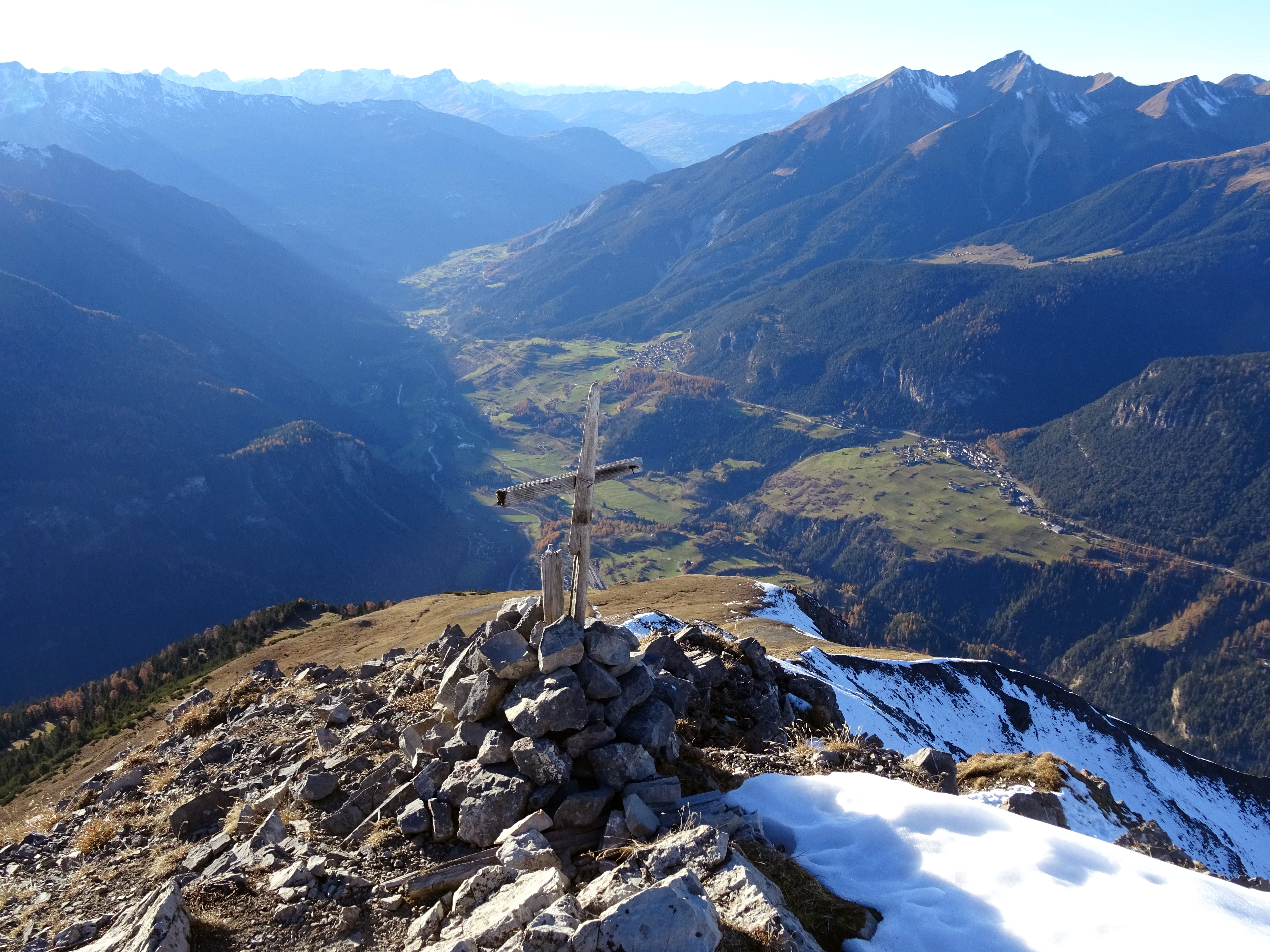
Údolí Albula

Tiefencastel leží v údolí Albuly na úpatí alpských průsmyků Albulapass a Julierpass v kotlině v nadmořské výšce okolo 850 metrů. Nejnižší bod bývalé obce leží pod hrází vodní nádrže Niselas v nadmořské výšce 825 metrů, nejvyšší nadmořská výška je 200 m severozápadně od Piz Mitgel v nadmořské výšce necelých 3100 metrů. Řeka Julia se vlévá do řeky Albula v Tiefencastelu.
Podle kantonální statistiky využití půdy z roku 1997 tvoří území bývalé obce 302 hektarů (20 %) zemědělské půdy, 736 hektarů (50 %) lesa, 46 hektarů (3 %) zastavěné plochy a 401 hektarů (27 %) neproduktivní půdy. Zemědělskou půdu lze rozdělit na 116 hektarů luk a orné půdy a 186 hektarů vysokohorské zemědělské půdy.
Sousedními obcemi Tiefencastelu byly Lantsch/Lenz, Brienz/Brinzauls, Surava, Cunter, Salouf, Mon, Stierva a Alvaschein.

## Historie

Tiefencastel na staré pohlednici (počátek 20. století)

Tiefencastel je poprvé zmiňován v roce 831 jako vila im Castello Impitinis se sídlem královského správce. Název vznikl pravděpodobně spojením latinského īmus „nejnižší, nejspodnější, nejhlubší“ a předřímského slova *pitino „hrad, tvrz“, které se objevuje v několika graubündenských místních názvech, upřesněných latinským castellum  „hrad, tvrz“, které později nahradilo původní název a vedlo tak k románské podobě jména Castí. Kolem roku 1300 je název doložen jako Īmum Castellum* (1297 Petro de Imo Castello; 1311 tres de Ymocastello ... in Ymo Castello), podle něhož byl pravděpodobně utvořen německý název (1357 Tieffenchastl, 1499 Túffenkasten, což se dochovalo v německé nářeční podobě).
Na kopci Plattas se nacházelo sídliště z doby bronzové a na Kirchenhügel římské hradiště. Archeologické nálezy potvrzují předkřesťanské osídlení. V raném středověku byl Tiefencastel opevněným sídlem. Ve středověku měla obec dokonce mýtný most. Od roku 960 byl Tiefencastel biskupským panstvím, a proto přešel jako léno na barony z Vazu a další místní vazaly. Po polovině 16. století byl dvůr Tiefencastel spolu se sousedními obcemi Alvaschein a Mon součástí vrchnostenského soudu Oberhalbstein v rámci Gotteshausbundu.
U dnešní kapličky na silnici Julierstrasse nad obcí stála kaple svatého Ambrože (rétorománsky Sontg Ambriesch), postavená v 6. či 7. století. Ta po staletí sloužila jako farní kostel v Tiefencastelu a částečně také v Alvascheinu. V roce 1343 je současný kostel sv. Štěpána poprvé zmiňován jako super colle sancti Stephani. Od roku 1635 převzali pastoraci v Tiefencastelu italští kapucíni. Hospic se stal výchozím bodem protireformace ve středním Graubündenu. V letech 1650–1663 byl kostel svatého Stefana kapucíny přestavěn a vybaven významnými řezbami a malbami. V této podobě se kostel zachoval do současnosti.
Dne 11. května 1890 zničil velkou část obce rozsáhlý požár. Zasaženo bylo 24 domů, 34 stájí a části kostela a věže. Tiefencastel měl vždy velký dopravní význam, protože leží na tranzitní ose přes průsmyky Septimerpass a Julierpass. Silnice přes průsmyk Septimer do Chiavenny byla po staletí nejdůležitější dopravní osou pro přechod Alp. Po rozšíření průjezdních tras byla v roce 1835 v Tiefencastelu zřízena stanice koňské pošty. Od roku 1898 byla stavěna trať Rhétské dráhy, Albulská dráha. Trať Chur – Svatý Mořic byla otevřena v roce 1903 a nádraží Tiefencastel vdechlo obci nový život. Od roku 1999 přinesl obchvat obce, která trpěla enormní tranzitní dopravou, úlevu místním obyvatelům.

## Obyvatelstvo

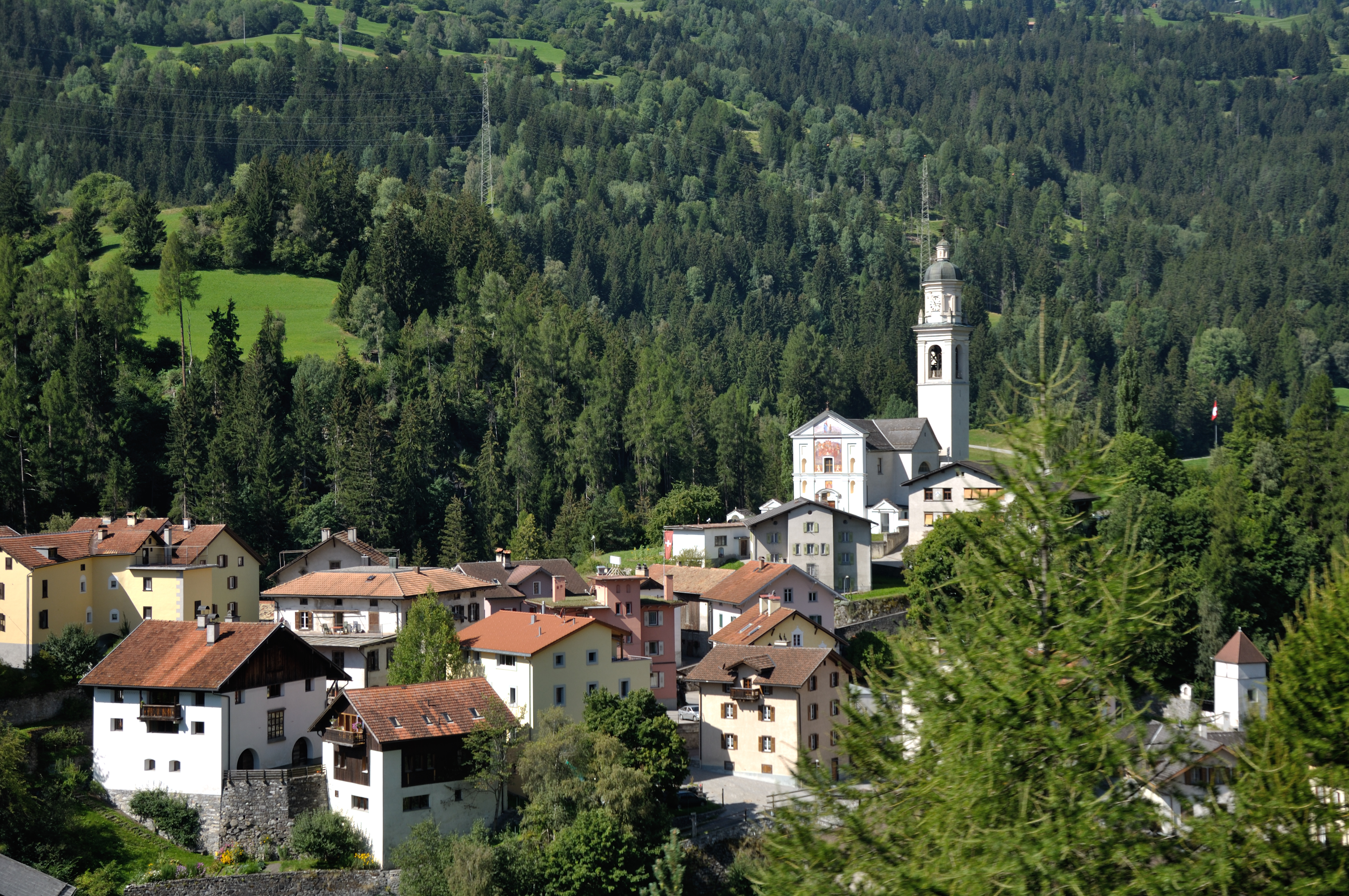
Centrum obce s kostelem sv. Štěpána

| Rok            | 1850 | 1880 | 1900 | 1950 | 1980 | 1990 | 2000 | 2014 |
| Počet obyvatel | 135  | 209  | 257  | 327  | 277  | 239  | 230  | 247  |

### Jazyky
Původně všichni obyvatelé oblasti mluvili rétorománským dialektem surmiran. Při sčítání v roce 1880 se k tomuto jazyku hlásilo ještě 89 % a v roce 1910 80 % místních obyvatel. Od meziválečného období se tento podíl snížil na 53 % v roce 1970. Vlivem silného přistěhovalectví německy mluvících obyvatel došlo kolem roku 2000 k růstu němčiny jakožto majoritního jazyka. Dnes jsou rovnocennými úředními jazyky obce němčina a rétorománština. Vývoj v posledních desetiletích přibližuje následující tabulka:
| Jazyky v Tiefencastelu |                   |                   |                   |                   |                   |                   |
| Jazyk                  | Sčítání lidu 1980 | Sčítání lidu 1980 | Sčítání lidu 1990 | Sčítání lidu 1990 | Sčítání lidu 2000 | Sčítání lidu 2000 |
| Jazyk                  | Počet             | Podíl             | Počet             | Podíl             | Počet             | Podíl             |
| Němčina                | 138               | 49,82 %           | 113               | 47,28 %           | 134               | 58,26 %           |
| Rétorománština         | 124               | 44,77 %           | 102               | 42,68 %           | 87                | 37,83 %           |
| Italština              | 9                 | 3,25 %            | 9                 | 3,77 %            | 3                 | 1,30 %            |
| Počet obyvatel         | 277               | 100 %             | 239               | 100 %             | 230               | 100 %             |

## Doprava

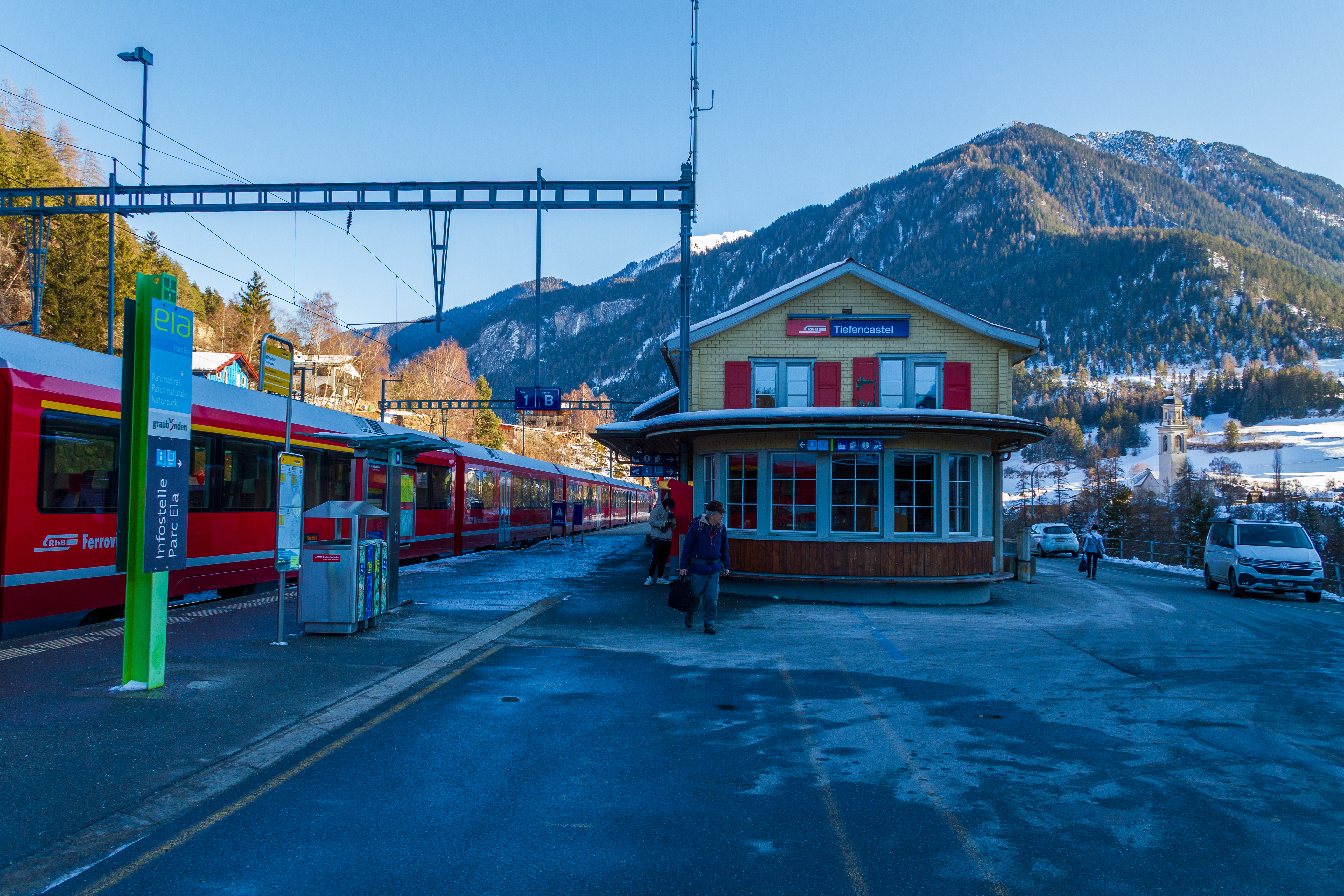
Železniční stanice Tiefencastel

Tiefencastel leží na Albulské dráze, postavené mezi lety 1898–1904 a vedoucí z Thusis do Svatého Mořice. Trať provozuje Rhétská dráha. Tiefencastel je jednou z významných stanic na trati; zastavují zde i proslulé vlaky Glacier Express a Bernina Express.
Silniční spojení obstarává kantonální hlavní silnice č. 3, vedoucí z Churu přes Lenzerheide a Tiefencastel do Engadinu.